# Crise bancaire de mai 1873

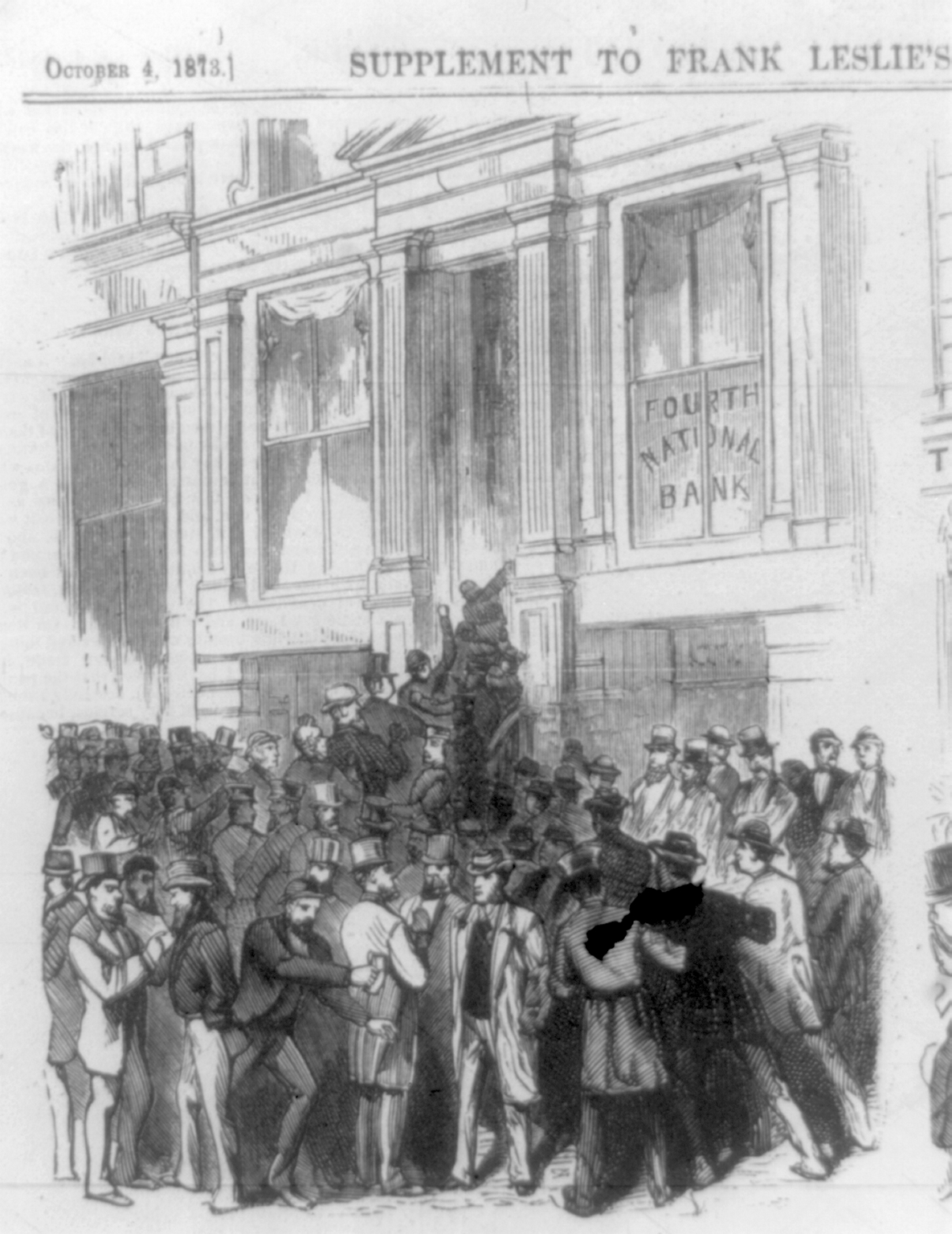
La crise bancaire de mai 1873

La crise bancaire de mai 1873 est un krach boursier qui marque le début d'une période de ralentissement de la croissance économique appelée la Grande Dépression, et qui court sur le dernier quart du XIXe siècle. Partie de Vienne, touchant bientôt Paris, Berlin puis New York, cette crise bancaire se concrétise par des centaines de faillites de banques qui avaient prêté trop massivement aux investisseurs immobiliers, en prenant pour garantie des immeubles dont la valeur a subitement baissé après avoir excessivement monté. Elle entraîna énormément de faillites d'entreprises et fut la cause de nombreux drames personnels.

## Histoire

### Une intense spéculation immobilière et boursière
Dans les années 1860, une fièvre urbanistique s'était emparée des principales grosses villes occidentales : par exemple, les édifices les plus prestigieux à Vienne, Paris — détruite en 1871 et donc en pleine reconstruction — et Berlin sont inaugurés au début des années 1870. L’Empire austro-hongrois et la Prusse — devenue l'Empire allemand unifié en 1871 —, ont créé de nouvelles institutions para-bancaires distribuant des prêts pour des constructions privées ou municipales. De 1871 à 1873, la bourse de Berlin accueille aussi 95 nouvelles banques, parmi lesquelles la Deutsche Bank, fondée en mars 1870, qui ouvre des succursales à Brême et Hambourg. Plus de 100 sociétés financières spécialisées sont constituées pour construire et embellir les villes allemandes. Des quartiers entièrement neufs s'élèvent, le recours à l'acier pour les façades étant facilité par le procédé Bessemer du métallurgiste Henry Bessemer (1813-1898). C'est l'époque dorée du « Gründerzeit » : 8 % de croissance allemande en 1872. Le dividende moyen des banques allemandes atteint 10,75 %. Il chutera à 7,15 % en 1873 et 6,83 % en 1874, tandis que sur 389 sociétés entrées à la Bourse de Berlin, 55 %, ne distribuent plus aucun dividende à partir de 1874.
À Paris, quelques années plus tôt, les grands travaux coordonnés par le baron Georges Eugène Haussmann (1809-1891), préfet de la Seine, se traduisent par des spéculations sur la vente d'immeubles et de terrains, telles que décrites par Émile Zola dans son roman La Curée. Napoléon III a souscrit un emprunt de 260 millions de francs en 1869, tandis que, trois ans plus tôt, la banque des frères Péreire investissait déjà 400 millions de francs dans des bons de délégations, à valeur spéculative, créés par un décret impérial. Dans une brochure intitulée : « Les Comptes fantastiques d'Haussmann » (1868), par allusion aux Contes d'Hoffmann d'Offenbach, le républicain Jules Ferry dénonce cette folie, en affirmant qu'il en a coûté 1,5 milliard de francs, bien loin des 500 millions annoncés par Haussmann, lequel est destitué en janvier 1870, quelques mois avant la chute de Napoléon III.
La spéculation est encore plus extrême en Autriche, où les prix des maisons doublèrent en quelques mois. Un total de 376 sociétés de toutes sortes furent fondées sur le sol autrichien en 1872, représentant un capital de 2 milliards de florins, dont 700 millions pour le premier trimestre de 1873. Les sociétés cotées versent des dividendes très élevés, 10 % à 15 % en moyenne. Pour les banques, c'est de 14 % à 22 %, et ils culminent à 80 % pour la Wiener Bankverein. Les banques commercialisent des produits financiers assurant un rendement constant aux actionnaires. Ce vent de folie inspire Johann Strauss, qui écrit une nouvelle opérette, Die Fledermaus, critique enjouée des nouveaux riches de Vienne, jouée seulement en 1874.

### Les coups d'accordéon sur l'offre de monnaie
Ayant perdu la guerre franco-prussienne de 1870, l'État français est contraint d'émettre sur le marché obligataire pour 5 milliards de francs d'emprunts, soit près de 25 % du PIB français, qui vont directement servir à indemniser son vainqueur, la Prusse, devenue l'Empire allemand. La loi monétaire prussienne du 4 décembre 1871 oblige la France à verser ces cinq milliards de francs dans une nouvelle monnaie, le mark-or. C'est autant de monnaie subitement injectée dans le système bancaire allemand, avec en plus un effet d'euphorie, car l'or est considéré comme le socle de la solidité monétaire depuis la Panique de 1837[réf. nécessaire]. C'est le petit marché boursier autrichien, devenu hyper-spéculatif, qui profite le plus de cette injection subite et massive de liquidité. Mais toute l'Europe en capte un peu.
Deux ans après, le Coinage Act de 1873 décrète l'étalon-or pour la monnaie américaine, jusque-là basée sur l'argent-métal, extrait en abondance de nouvelles mines situées dans les Rocheuses : perdant brusquement son rôle d'étalon monétaire aux États-Unis, l'argent-métal voit son cours sur le marché mondial s'effondrer, ce qui menace de comprimer brutalement l'offre mondiale alors que certains États européens, le Japon, la Chine l'emploient toujours comme référent.

### Le déclenchement de la crise
Le krach a commencé le vendredi 9 mai 1873, huit jours après l'ouverture de l'exposition universelle de 1873, le 1er mai 1873 au Prater de Vienne. L'exposition réunit 53 000 exposants, dont 3 500 hongrois, sur 233 hectares, cinq fois plus que la moyenne de toutes les expositions universelles précédentes. Elle doit durer jusqu'au 31 octobre 1873, autour de pavillons magnifiques. Il s'agit de prouver que l’Empire austro-hongrois fait partie des grands, tant du point de vue architectural qu’en matière d’urbanisme, comme en témoigne la reconstruction de Vienne. La folie spéculative a provoqué le triplement des prix immobiliers en quelques mois.
La Bourse de Vienne réagit à la faillite de plusieurs centaines de banques autrichiennes les 8 et 9 mai, incapables de récupérer leurs créances hypothécaires sur l'immobilier. La Banque Placht und Fels, favorite des petits porteurs, laisse un passif de 2,76 millions de florins, alors qu'elle ne dispose plus que de 9 000 florins d'avoir. Les plus touchées sont les nouvelles institutions émettant des prêts hypothécaires pour la construction municipale et résidentielle. La faillite du groupe financier de Stephan Keglevich est l'une des plus retentissantes.

### La défiance entre banques
Un délai est donné aux banques en difficulté, jusqu'au 15 mai, pendant lequel elles peuvent puiser dans un fonds de 20 millions de florins spécialement prévu en cas de crise. Mais cela ne suffit pas. Les actions de plusieurs banques prestigieuses s'effondrent, comme celle de la Kredit Anstalt, fondée par les Rothschild dans les années 1850, la Bankverein Boden Kredit Anstalt, spécialiste du foncier et présidée par l'ancien ministre Giskra, ou l'Anglo-Bank, dirigée par le comte Eugène Kinsky. Les journaux affirment que près d'un millier de petits épargnants se suicident. Les banques ne se font plus confiance. Le coût des prêts interbancaires flambe. Le 9 juin, c'est la faillite de la Wechlersbank, fortement engagée dans les chemins de fer. La panique se déplace vers la place boursière de Berlin. Les difficultés des banques de Gerson von Bleichröder et Adolph von Hansemann (1826-1903) entraînent la faillite de leur débiteur, le géant du rail allemand Bethel Henry Strousberg (20 novembre (1823-1884), dont ils récupèrent des actifs.
Le krach se propage à New York, où les banquiers Henry Clews (1836-1923) et William Tweed (1823-1878) avaient pris le contrôle des finances de la ville : en deux ans et huit mois, la dette municipale était passée de 36 millions de dollars (1868) à 136 millions (1870). Tous deux avaient multiplié, aux frais du contribuable, les opérations immobilières spéculatives dans l'Upper East Side, à Yorkville et Harlem, en utilisant l'Aqueduc de Croton ou lors de la construction du Metropolitan Hotel puis du Brooklyn Bridge, qui dure 14 ans de 1870 à 1883. La banque d'Henry Clews est obligée de fermer ses portes.
Quelques mois plus tard, une épidémie de choléra dure 20 semaines à Vienne, causant 1304 décès en août et 1091 en septembre.

### La panique du 18 septembre, causée par la quasi-faillite de la première banque américaine
De l'autre côté de l'Atlantique, la banque d'affaires du financier Jay Cooke, la Jay Cooke & Co, est frappée de plein fouet par l'effondrement du cours des actions et des obligations de la Northern Pacific Railway, consécutive au bilan très mitigé de l'Expédition de la rivière Yellowstone, en territoire sioux. La Northern Pacific Railway est toujours solvable mais plus son premier actionnaire et créancier, la Jay Cooke & Co, qui avait utilisé ces titres comme collatéral pour se financer.
C'est la panique du 18 septembre 1873 : Wall Street est contrainte de fermer 10 jours à partir du 20 septembre. La première banque américaine, la Jay Cooke & Co de Jay Cooke, qui avait financé et coordonné les énormes émissions obligataires de la guerre de Sécession, doit annoncer qu'elle ferme ses portes et fait quasiment banqueroute : 57 sociétés financières font faillite aussi dans la foulée. La Jay Cooke & Co annonce quelques jours plus tard qu'elle a mobilisé des actifs dont la valeur dépasse celle de ses dettes, mais c'est trop tard. Sa crise de solvabilité, même momentanée, c'est-à-dire qu'elle se trouva un temps dans l'incapacité d'honorer les créances se présentant à ses guichets, est la goutte d'eau qui fit déborder le vase. La crise économique mondiale, caractérisée par des phénomènes de déflation, de croissance molle, voire nulle, durera près d'une quinzaine d'années.
Ce phénomène est particulièrement bien analysé par Joseph Schumpeter dans son essai paru en 1911, la Théorie de l’évolution économique (Theorie der wirtschaftlichen Entwicklung).